# Claudio Ranieri
Pour les articles homonymes, voir Ranieri.
Claudio Ranieri, né le 20 octobre 1951 à Rome, est un entraineur et ancien footballeur italien. 
En 2015-2016, il remporte la Premier League avec Leicester City, pour la première et seule fois à ce jour de l'histoire du club.

## Biographie

### Carrière de joueur

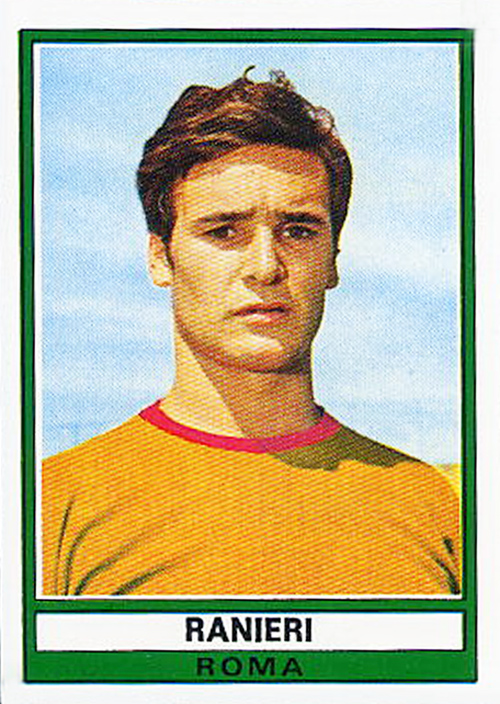
Claudio Ranieri en 1973.

En tant que joueur, il occupe le poste d'arrière latéral. Il évolue dans différents clubs italiens : l'AS Rome, l'US Catanzaro, le Calcio Catane et la SSC Palerme.
Le 4 novembre 1973, il joue son premier match de Serie A (Genoa-AS Roma 2-1). Après seulement six matchs de championnat, il quitte l'AS Rome pour l'équipe de US Catanzaro, alors en Serie B. Dans cette équipe, il fait partie des titulaires indiscutables, et devient le joueur ayant disputé le plus de matchs de Série A dans l'histoire de l'US Catanzaro (128 matchs en 1976/77 et de 1978 à 1982).
Après deux ans passés à Catane (Serie A en 1983-1984), il termine sa carrière à la SSC Palerme, en Serie B, en 1986.

### Carrière d'entraîneur

#### Premiers postes (1986-1993)
En 1986, il commence sa carrière d'entraîneur au niveau inter-régional avec l'équipe de Vigor Lamezia puis de Campania-Puteolana l'année suivante qui évoluait alors en troisième division italienne. En 1989 il commence à faire valoir ses qualités d'entraîneur au niveau professionnel avec l'équipe de Cagliari Calcio avec laquelle il gagne la coupe d'Italie de troisième division mais surtout, réussit l'exploit de passer de la C1 (troisième division) à la Serie A en deux ans. Après cela, Caudio Ranieri est entraîneur de la SSC Naples  où il va passer deux années infructueuses (de 1991-1993 ) qui vont le pousser vers la sortie.

#### AC Fiorentina (1993-1997)
À la suite de son départ de Naples, il est engagé par la Fiorentina qui vient alors de descendre en deuxième division. Néanmoins durant l'année suivant sa relégation, l'équipe florentine survole le championnat cadet et rejoint la Serie A dès l'année suivante après un an de « purgatoire ». C'est le début d'une histoire d'amour entre l'entraîneur romain et la ville de Florence qui va durer 4 ans. À noter durant cette saison, les débuts d'un jeune et prometteur attaquant argentin Gabriel Batistuta qui fut l'un des principaux protagonistes de la remontée en Serie A.
Lors de l'année de la remontée en Serie A, l'équipe florentine alors en construction obtient une bonne 10e place. Mais c'est l'année suivante que Claudio Ranieri va recueillir tous les fruits de son travail. En effet, son équipe obtient une belle 4e place mais surtout remporte la Coupe d'Italie face à l'Atalanta Bergame (1-0 à Florence, avec un but de Batistuta, puis 2-0 à Bergame, avec des buts de Batistuta et d'Amoruso) après avoir éliminé l'Inter de Milan en demi-finale.
Néanmoins, l'année suivante la Fiorentina n'arrive pas à confirmer ces bons résultats. En effet, malgré un bon début de saison et la victoire en Supercoupe d'Italie face au Milan AC (2-0, doublé de Batistuta), la Fiorentina obtient une décevante 9e place. Et c'est sur ces résultats que Claudio Ranieri quitte la Fiorentina lors de l'été 1997.

#### Passage en Espagne (1997-2000)
Après son expérience en Toscane, Claudio Ranieri va se lancer dans un périple à l'étranger qui va durer 8 ans faisant de lui l'entraîneur italien avec le plus de saisons passées à l'étranger. En 1997, il part pour l'Espagne après avoir accepté l'offre de Valence CF. Là, il va gagner son premier trophée loin de son pays natal : la Coupe du Roi en 1999. Lors de la saison 1999-2000, il s'engage avec l'Atlético de Madrid, mais il est remercié après quelques journées.

#### Chelsea FC (2000-2004)
En 2000, commence son aventure anglaise avec Chelsea FC. Dans cette équipe, même s'il ne gagne rien, il obtient de très bons résultats, avec notamment une demi-finale de la ligue des champions en 2004 et une 2e place dans le championnat anglais lors de la même saison. Bons résultats qui seront néanmoins insuffisants, lors de l'arrivée du nouveau président russe Roman Abramovitch qui le remplace par José Mourinho. C'est pourquoi, lors de l'été 2004, après 199 matchs officiels et 107 victoires, Claudio Ranieri quitte le club londonien.

#### Retour à Valence (2004-2005)
Il retourne à Valence CF lors de la saison 2004-2005, où il sera également remercié au cours de la saison, après avoir néanmoins remporté la Supercoupe d'Europe.

#### Parme FC (2007)

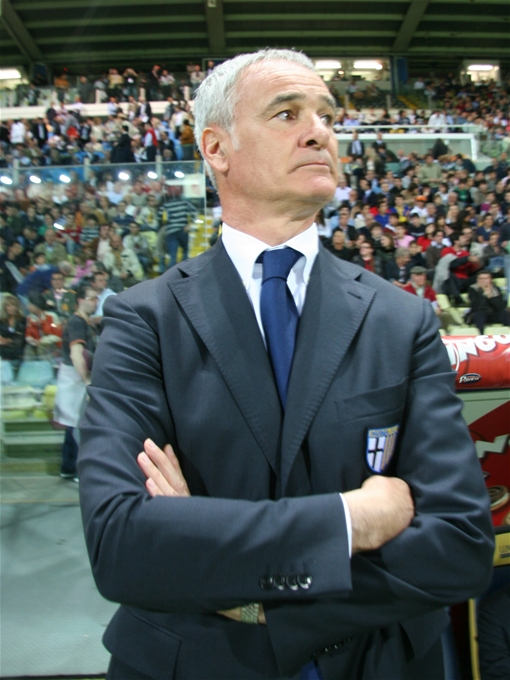
Ranieri est l'entraîneur de Parme, en avril 2007.

Le 12 février 2007, après deux ans d'inactivité, l'entraîneur romain accepte la proposition faite par le président de Parme Tommaso Ghirardi. Il arrive alors en cours de saison avec pour objectif de sauver le club d'une relégation qui semble inévitable au moment de son arrivée. Néanmoins, et malgré des débuts difficiles, Claudio Ranieri arrive à remobiliser ses troupes et à mettre en valeur les jeunes joueurs talentueux de l'équipe, en particulier Giuseppe Rossi alors prêté par Manchester United. 
Grâce à son action et à sa stimulation, Ranieri réussit à sauver l'équipe de Parme d'une descente en Série B, chose qui paraissait impensable seulement quelques mois avant.

#### Juventus FC (2007-2009)
Cette prouesse va relancer sa carrière d'entraîneur et susciter l'intérêt de la Juventus Football Club à son égard. En effet, le 4 juillet 2007, son arrivée dans le club turinois est officialisée. Il signe un contrat de 3 ans avec un salaire d'1 million d'euros par saison, remplaçant ainsi l'ancien entraîneur Didier Deschamps. Il dirige l'équipe turinoise en obtenant de bons résultats. En effet, la Juventus termine la saison 2007/2008 à la 3e place qui lui permet d'atteindre les préliminaires de la Ligue des champions, l'objectif fixé par les dirigeants en début de saison.

« Être à la Juventus signifie vouloir être les numéros un et ne jamais s'en contenter. »

— Claudio Ranieri
Les hommes de Claudio Ranieri ont obtenu leur billet pour les phases finales de la Ligue des champions 2008/2009 après avoir éliminé le FC Artmedia Petržalka lors des préliminaires (4-0; 1-1).
Malgré une bonne saison dans son ensemble, où les bianconeri se classent deuxième du championnat italien, Claudio Ranieri fait les frais d'une série de mauvais résultats et d'une dégradation de ses rapports avec certains joueurs cadres. Il est limogé deux journées avant la fin du championnat. Le 18 mai, il est remplacé par Ciro Ferrara à la tête de l'équipe turinoise.

#### AS Rome (2009-2011)
Il signe pour la Roma, son club formateur, en août 2009, en remplacement de Luciano Spalletti.
Pour son retour à Turin avec la Roma, le 23 janvier 2010, l'équipe de la capitale l'emporte sur le score de 2 buts à 1, permettant à Ranieri d'enfoncer encore plus dans la crise le club qui l'avait limogé. Après un début de saison difficile sous Spalletti, Ranieri passe à 2 points d'offrir un 4e Scudetto au club romain.
Le 20 février 2011, après deux défaites consécutives en une semaine contre le Chakhtar Donetsk et Genoa, il démissionne de son poste d'entraîneur.

#### Inter Milan (2011-2012)
Le 22 septembre, il succède au poste de Gian Piero Gasperini, en signant un contrat de deux ans avec le club milanais. Malgré des débuts difficiles, il arrive à redresser l'équipe en les menant à la quatrième place du championnat à l'issue des matches aller, notamment avec une victoire contre le rival de toujours, le Milan AC (1-0). Mais plus les matchs se suivent, plus le destin de Ranieri avec l'Inter Milan semble s'effacer avec neuf buts concédés et zéro inscrit en quatre matchs. Il est démis de ses fonctions le 26 mars 2012.

#### AS Monaco (2012-2014)
Le 30 mai 2012, il succède à Marco Simone sur le banc de l'AS Monaco en signant un contrat de deux ans, plus une année supplémentaire en option, et ceci malgré l'intérêt du Beşiktaş JK et de quelques formations en Angleterre (Aston Villa, West Bromwich Albion), en Italie (Fiorentina) et au Qatar. 
Lors de la pré-saison, Monaco joue 5 matchs amicaux et remporte 4 matchs, avec la manière, pour une seule défaite. Il connaîtra sa première victoire en match officiel face au Tours FC et sa première défaite face au Havre AC. Malgré quelques rencontres difficiles, son équipe termine 2e à la trêve. Monaco valide sa montée en Ligue 1 après sa victoire face au Nîmes Olympique (0-1) alors qu'il restait deux journées avant la fin du championnat et y jouera donc la saison 2013/2014. Il remporte le titre de champion une semaine plus tard grâce à un succès contre Le Mans (2-1). Lors du mercato 2013, le président du club injecte plus de 135 millions d'euros pour s'offrir 4 joueurs : Falcao pour 60 millions d'euros débauché de l'Atlético de Madrid, ainsi que la doublette James Rodríguez - João Moutinho pour 70 millions d'euros au total, auxquels s'ajoutent Ricardo Carvalho et Éric Abidal obtenu gratuitement car en fin de contrat.
Malgré une saison terminée à la 2e place en Ligue 1 avec 80 points, record pour un dauphin et une qualification en ligue des champions, le club annonce son départ le 20 mai 2014.

#### Sélection grecque (2014)
Après son départ de l'AS Monaco, il décide de tenter sa première expérience en tant que sélectionneur en signant un contrat de deux ans en tant que sélectionneur de la Grèce, équipe en pleine forme qui vient de réussir successivement à atteindre la phase à élimination directe de l'Euro 2012 et du Mondial 2014. En le nommant, la fédération grecque attendait de Ranieri qu'il fasse de la sélection nationale une équipe offensive plaisante à regarder jouer, la Grèce étant régulièrement critiquée depuis de nombreuses années pour son manque d'engagement. Ranieri imprime rapidement sa patte, n'hésitant pas à écarter plusieurs cadres et en appelant quelques joueurs inattendus, allant même jusqu'à sélectionner des joueurs de seconde division grecque. La Grèce perd son premier match à domicile aux éliminatoires de l'Euro 2016 contre la Roumanie (0-1) avant de concéder le nul en Finlande (1-1). Le niveau de jeu de la Grèce inquiète et Ranieri se retrouve rapidement critiqué. Les Hellènes perdent encore à domicile contre l'Irlande du Nord (0-2) en développant un jeu très faible avant de connaître un nouveau revers humiliant à domicile contre les modestes Îles Féroé (0-1). Ranieri est licencié sur le champ le 15 novembre 2014 et la Grèce fera partie des grandes absentes de l'Euro 2016.

#### Leicester City (2015-2017)
Le 13 juillet 2015, neuf mois après son licenciement par la fédération grecque et plus de dix ans après avoir quitté Chelsea, Claudio Ranieri retourne en Premier League en signant un contrat de trois ans avec Leicester où il remplace Nigel Pearson sur le banc.
Ranieri rebondit très rapidement et Leicester City est la véritable révélation de la saison. Le 2 mai 2016, Ranieri est sacré champion de Premier League à la surprise générale, son premier sacre en tant qu'entraîneur, signant là un des plus grands exploits de l'histoire du championnat anglais.
Il est renvoyé le 23 février 2017 alors que le club se trouve à la dix-septième place.

#### FC Nantes (2017-2018)
Le 15 juin 2017, Claudio Ranieri qui était sans club depuis son limogeage devient le nouvel entraîneur du FC Nantes. Le technicien italien ayant atteint la limite d'âge requis pour occuper ce poste (65 ans) selon le règlement de la FFF, le club a dû obtenir une dérogation auprès de la LFP pour pouvoir le recruter. Il s'engage pour un contrat de 2 ans sur le banc des Jaunes et verts.
A Nantes, Ranieri réalise une très bonne première partie de saison, réussissant à travailler sur le mental et les capacités restreintes d'une équipe qui venait d'être abandonnée par son précédent entraîneur, et qui visait rarement les premières places de la Ligue 1 dernièrement, obtenant cette saison de nombreuses victoires sur des scores minimalistes (1-0, 2-1...). Le FC Nantes passe ainsi une bonne partie de sa saison à la 5e place du classement, qualificative pour la Ligua Europa, ce qui constitue une performance remarquée par la presse française.
Néanmoins la dynamique finit par se briser, notamment avec l’essoufflement de son meilleur buteur Emiliano Sala, mais aussi probablement avec les nombreux départs qui se profilent pour la saison suivante, mettant à mal le conditionnement mental de son équipe ainsi que la réussite insolente qu'elle avait connu jusqu'en janvier. Ainsi la 5e place tant espérée et qui semblait longtemps destinée à l'équipe de Ranieri s'éloigne lentement mais sûrement.
Vers la fin de saison Claudio Ranieri est déjà annoncé sur le départ, à un an de la fin de son contrat. Des clubs comme Lyon ou la sélection italienne sont notamment annoncés comme intéressés par le recrutement de l'entraîneur italien.

#### Fulham FC (2018-2019)
Le 14 novembre 2018, Ranieri est nommé à la tête de Fulham, alors dernier de Premier League, où il remplace Slavisa Jokanovic. Il est cependant renvoyé dès le 28 février 2019 alors que l'équipe se retrouve à dix points des places de maintien, malgré le soutien des supporters.

#### AS Rome (2019)
Le 8 mars 2019, il est nommé à la tête de AS Rome, jusqu'au 30 juin 2019 en remplacement d'Eusebio Di Francesco, licencié après une série de mauvais résultats, et notamment l'élimination du club en 8e de finale de la Ligue des champions. Le 10 mai 2019, il annonce son souhait de ne pas prolonger son contrat avec son club, qu'il quittera donc à la fin de la saison 2018-2019, remplacé par Paulo Fonseca. A son départ, l'AS Rome est 6e du classement final de la Série A, et qualifié d'office pour la phase de poule de la ligue Europa 2019-2020, récupérant la place de l'AC Milan, 5e à la fin de la saison, mais interdit de toute participation à une compétition européenne.

#### UC Sampdoria (2019-2021)
À la suite de son bref passage à Rome, il est à nouveau appelé pour secourir une équipe en mal de résultats, la Sampdoria de Gênes, où il se trouve qu'il remplace encore une fois Eusebio Di Francesco. Il permet au club génois de se maintenir en Serie A, redressant une situation plus que compliquée en cours de saison, faisant encore preuve de sa philosophie de jeu "pragmatique", adaptant son jeu non seulement à l'adversaire mais aussi aux capacités et besoins de ses joueurs, avec un management humain toujours central.
Le 14 décembre 2019, à l'occasion d'une victoire contre le Genoa, il devient le premier entraîneur à remporter tous les derby des grandes villes italiennes (Rome, Turin, Milan, Gênes) tout en restant invaincu (avec neuf victoires et un nul).
Le 21 mai 2021, il annonce qu'il quitte la Sampdoria.

#### Watford FC (2021-2022)
Le 4 octobre 2021, Claudio Ranieri retourne à nouveau en Premier League, deux ans après son passage à Fulham. Il devient le nouvel entraineur de Watford, remplaçant Xisco , limogé un jour auparavant. Il signe un contrat de deux ans et prend les rênes d'une équipe occupant la 15ème place de Premier League, avec deux victoires en sept journées.
Le 24 janvier 2022, Watford annonce se séparer de l'entraîneur italien seulement trois mois et demi après sa prise de fonction.

#### Cagliari Calcio (2022-2024)
Le 23 décembre 2022, il signe un contrat de deux ans et demi en faveur de Cagliari Calcio, soit jusqu'au 30 juin 2025. En 2023, il parvient à faire monter le club en Serie A puis à le maintenir l'année suivante. Il choisit néanmoins de prendre sa retraite en fin de saison le 23 mai 2024.

#### AS Rome (2024-2025)
Le 14 novembre 2024, il signe un contrat pour l'AS Rome et remplace le précédent entraîneur limogé par le club, Ivan Jurić.

## Profil d’entraîneur
Ranieri est souvent décrit comme un entraîneur « pragmatique »,,,, dans une certaine tradition du football italien, construisant avant tout son équipe sur ses qualités défensives et sa rapidité en contre-attaque, puis adaptant son plan de jeu aux faiblesses de l'adversaire. Il a d'ailleurs tiré de son premier passage en Angleterre, à Chelsea, le surnom de « The Tinkerman » (« le bricoleur »),,.
Outre sa maîtrise technique, le caractère et le charisme de Ranieri sont souvent mis en avant. De fait, une grande partie de sa méthode se base sur l'état d'esprit qu'il arrive à insuffler au groupe et sur les relations qu'il noue avec chaque joueur,.
En dépit d'une riche carrière dans de nombreux grands clubs européen, Claudio Ranieri garde une réputation d'« éternel deuxième » ou de « perdant magnifique » du fait de son assez faible palmarès, malgré le potentiel des clubs qu'il a entraînés. Il finit d'ailleurs par gagner son premier titre majeur à Leicester avec le championnat d'Angleterre, en défiant tous les pronostics et après 30 ans de carrière d’entraîneur.
Figure haute en couleur du football moderne, il est parfois associé au nom d’entraîneurs comme Marcelo Bielsa, avec qui il partage cette réputation de grand tacticien charismatique malgré une carrière aux succès relativement rares,. Même si les deux coachs prônent un style de football opposé (jeu spectaculaire et dogmatique contre pragmatisme et flexibilité), les deux hommes partagent certainement un fort caractère et une place à part dans le monde du football actuel.

## Bilan d'entraîneur
Mis à jour le 15 novembre 2024
| Vigor Lamezia      | 1986               | 1987             |      |     |     |     |       |
| Campania PC        | 1987               | 1988             |      |     |     |     |       |
| Cagliari Calcio    | 1er juillet 1988   | 30 juin 1991     | 72   | 23  | 30  | 19  | 31,94 |
| SSC Naples         | 1er juillet 1991   | 30 juin 1993     | 68   | 25  | 24  | 19  | 36,76 |
| AC Fiorentina      | 1er juillet 1993   | 30 juin 1997     | 140  | 56  | 50  | 34  | 40.00 |
| Valence CF         | 1er juillet 1997   | 30 juin 1999     | 76   | 35  | 15  | 26  | 46,05 |
| Atlético de Madrid | 1er juillet 1999   | 3 mars 2000      | 38   | 9   | 11  | 18  | 23,68 |
| Chelsea FC         | 18 septembre 2000  | 31 mai 2004      | 199  | 107 | 46  | 46  | 53.77 |
| Valence CF         | 16 juin 2004       | 25 février 2005  | 36   | 15  | 9   | 12  | 41,67 |
| Parme FC           | 12 février 2007    | 31 mai 2007      | 16   | 7   | 3   | 6   | 43.75 |
| Juventus FC        | 4 juin 2007        | 18 mai 2009      | 94   | 46  | 30  | 18  | 48,94 |
| AS Rome            | 1er septembre 2009 | 20 février 2011  | 90   | 50  | 17  | 23  | 55.56 |
| Inter Milan        | 22 septembre 2011  | 26 mars 2012     | 35   | 17  | 5   | 13  | 48,57 |
| AS Monaco          | 30 mai 2012        | 20 mai 2014      | 87   | 47  | 30  | 10  | 54,02 |
| Grèce              | 25 juillet 2014    | 15 novembre 2014 | 4    | 0   | 1   | 3   | 0     |
| Leicester City     | 13 juillet 2015    | 23 février 2017  | 81   | 36  | 21  | 24  | 44.44 |
| FC Nantes          | 15 juin 2017       | 19 mai 2018      | 41   | 15  | 10  | 16  | 36.59 |
| Fulham FC          | 14 novembre 2018   | 28 février 2019  | 17   | 3   | 3   | 11  | 17,64 |
| AS Rome            | 8 mars 2019        | 30 juin 2019     | 12   | 6   | 4   | 2   | 66,67 |
| UC Sampdoria       | 12 octobre 2019    | 30 juin 2021     | 72   | 27  | 13  | 32  | 46,53 |
| Watford FC         | 4 octobre 2021     | 24 janvier 2022  | 14   | 2   | 1   | 11  | 17,85 |
| Cagliari Calcio    | 23 décembre 2022   | 30 juin 2024     | 65   | 22  | 22  | 21  | 50,77 |
| AS Rome            | 14 novembre 2024   |                  |      |     |     |     |       |
| Total              | Total              | Total            | 1220 | 537 | 336 | 348 | 42.37 |

## Palmarès d'entraîneur
| - Cagliari Calcio - Championnat d'Italie de Serie C1 (1) : - Vainqueur : 1989 - Coppa Italia Serie C (1) - Vainqueur : 1989 |  | - AC Fiorentina - Championnat d'Italie de Serie B (1) : - Vainqueur : 1994 - Coupe d'Italie (1) : - Vainqueur : 1996 - Supercoupe d'Italie (1) : - Vainqueur : 1996 |  | - Valence CF - Coupe d'Espagne (1) : - Vainqueur : 1999 - Coupe Intertoto (1) : - Vainqueur : 1998 - Supercoupe d'Europe (1) : - Vainqueur : 2004 |  | - Chelsea FC - Coupe d'Angleterre : - Finaliste : 2002 - Charity Shield (1) : - Vainqueur : 2000 |

| - AS Rome - Coupe d'Italie : - Finaliste : 2010 |  | - AS Monaco - Championnat de France de Ligue 2 (1) : - Vainqueur : 2013 |  | - Leicester City - Premier League (1) : - Vainqueur : 2016 |